# Masacre de la calle Dzika
La masacre de la calle Dzika fue un crimen cometido el 21 de agosto de 1944 por tropas alemanas contra civiles polacos en el marco de la Segunda Guerra Mundial con motivo del Alzamiento de Varsovia. La ejecución, en la cual murieron alrededor de 200 hombres, tuvo lugar en un bloque de viviendas situado en la calle Dzika 17. Pese a no ser una matanza tan grande como la de Wola, este crimen constituye uno de los asesinatos en masa con mayor número de víctimas mortales llevados a cabo por los nazis durante la batalla desarrollada en el Centro histórico de Varsovia.

## Contexto
El 20 de agosto de 1944, los polacos insurgentes repelieron un ataque alemán en el vecindario de Muranów. Los insurrectos sufrieron numerosas bajas, tomaron conciencia de su débil situación y recibieron presiones por parte de los habitantes para poner fin a las hostilidades. En consecuencia, la mañana del 21 de agosto, soldados de la Armia Krajowa comandados por Franciszek Rataj abandonaron el vecindario, el cual cayó de inmediato en poder de las tropas alemanas.

## Masacre
Los civiles que no huyeron con los soldados de la Armia Krajowa fueron capturados. Inicialmente, los soldados alemanes separaron a los hombres de las mujeres y los niños para a continuación encerrar a cerca de 500 hombres en un almacén en la calle Stawki, donde los soldados procedieron a seleccionar de entre la multitud a aquellos que tenían en su poder partes de uniformes militares (zapatos, pantalones, gorras, etc.) así como objetos procedentes de almacenes militares alemanes, como productos enlatados. Igualmente, los soldados condujeron al almacén a varios ancianos de un asilo en la calle Przebieg además de a un gran número de mujeres. Tras esto, un grupo de alrededor de 200 hombres fueron seleccionados y llevados al patio de un bloque de viviendas situado en la calle Dzika 17, donde fueron fusilados, tras lo cual sus cadáveres fueron quemados. El destino de las víctimas, así como la fosa común en la que fueron enterradas, solo se dio a conocer una vez terminada la guerra.